# Allysha Chapman
Allysha Lyn Chapman (* 25. Januar 1989 in Oshawa, Ontario) ist eine kanadische Fußballnationalspielerin.

## Karriere

### Vereine
Während ihres Studiums an der University of Alabama at Birmingham und Louisiana State University lief Chapman von 2007 bis 2011 für die dortigen Hochschulteams der UAB Blazers beziehungsweise LSU Tigers auf und spielte parallel dazu für die W-League-Franchises der Vancouver Whitecaps Women und Toronto Lady Lynx. 2012 wechselte sie zum schwedischen Zweitligisten IK Sirius, mit dem sie sich für die 2013 neu eingeführte Elitettan qualifizieren konnte. Zur Saison 2014 schloss sie sich dem Erstligaaufsteiger Eskilstuna United an, mit dem sie ungefährdet den Klassenerhalt erreichen konnte. Bei der jährlichen Player Allocation der National Women’s Soccer League wurde sie im Januar 2015 der Franchise der Houston Dash zugewiesen. Zur Saison 2017 wechselte Chapman weiter zum Ligakonkurrenten Boston Breakers. Nach der Auflösung der NWSL-Mannschaft der Breakers wurde sie von den North Carolina Courage unter Vertrag genommen. Dort kam sie jedoch nur zu einem Kurzeinsatz, ehe sie im Mai 2018 zu den Houston Dash zurückkehrte.

### Nationalmannschaft

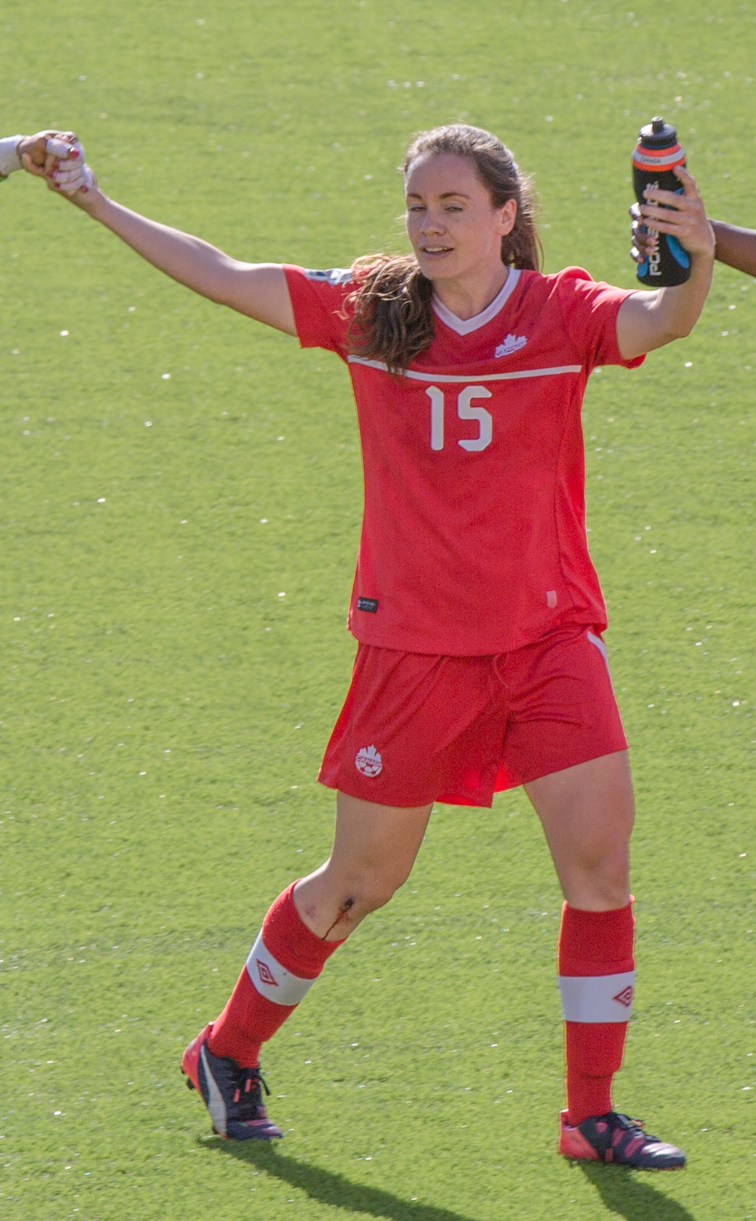
Chapman am 6. Juni 2015 bei der WM in ihrer Heimat

Chapman durchlief ab dem Jahr 2004 die kanadischen Nachwuchsnationalmannschaften in den Altersklassen U-15 bis U-20 und nahm mit letzterer unter anderem an der CONCACAF U-20-Meisterschaft 2008 und der U-20-Weltmeisterschaft 2008 teil. Am 25. Oktober 2014 debütierte sie bei einem Freundschaftsspiel gegen Japan in der kanadischen A-Nationalmannschaft und war Teil des siegreichen kanadischen Aufgebots beim Vier-Nationen-Turnier 2015. Beim Zypern-Cup 2015 erzielte sie im dritten Gruppenspiele gegen Italien ihr erstes Länderspieltor und damit den 1:0-Siegtreffer. Im Finale unterlagen die Kanadierinnen aber den Engländerinnen mit 0:1.
Im gleichen Jahr wurde sie in den Kader der Nationalmannschaft für die Weltmeisterschaft im eigenen Land berufen und in allen Spielen der Kanadierinnen eingesetzt.
Sie gehörte auch zum Kader für das Qualifikationsturnier für die Olympischen Sommerspiele 2016, bei dem sich Kanada für die Olympischen Spiele qualifizierte. Sie kam in allen Spielen zum Einsatz und wurde als beste linke Außenverteidigerin ins Allstar-Team des Turniers gewählt.
Am 25. Mai 2019 wurde sie für die WM 2019 nominiert. Sie kam in den vier Spielen der Kanadierinnen zum Einsatz, schied aber mit ihrer Mannschaft im Achtelfinale gegen den späteren Dritten Schweden aus.
Im Juni 2021 wurde sie für die wegen der COVID-19-Pandemie um ein Jahr verschobenen Olympischen Spiele nominiert.  Bei den Spielen bestritt sie das erste Gruppenspiel gegen Gastgeber Japan sowie die drei K.-o.-Spiele gegen Brasilien, die USA sowie Schweden und gewann mit ihrer Mannschaft die Goldmedaille.
Bei der CONCACAF W Championship 2022 kam sie in zwei von drei Gruppenspielen, dem Halbfinale und im Finale zum Einsatz und erzielte beim 3:0-Halbfinalsieg gegen Jamaika ihr zweites Länderspieltor. Bereits mit dem Einzug ins Halbfinale qualifizierten sich die Kanadierinnen für die Fußball-Weltmeisterschaft der Frauen 2023 in Australien und Neuseeland. Im Finale verloren sie gegen die USA mit 0:1.
Am 9. Juli 2023 wurde sie für die WM 2023 nominiert, kam in jedem der drei Spiele ihres Teams zum Einsatz und schied mit ihrer Mannschaft nach der Vorrunde aus.

## Erfolge
- 2008: Sieg bei der CONCACAF U-20-Meisterschaft
- 2015: Gewinn des Vier-Nationen-Turniers in China
- NWSL Challenge Cup 2020
- Olympiasiegerin 2021